# Viscount Boyle
Viscount Boyle ist ein erblicher britischer Adelstitel, der zweimal in der Peerage of Ireland verliehen wurde.

## Verleihungen
In erster Verleihung wurde am 28. Februar 1628 der Titel Viscount Boyle, of Kinalmeaky in the County of Cork, für Sir Lewis Boyle, den zweiten Sohn des Richard Boyle, 1. Earl of Cork, geschaffen. Zusammen mit der Viscountcy wurde ihm der nachgeordnete Titel Baron Boyle of Bandon Bridge verliehen. Da der Viscount kinderlos war, erfolgte die Verleihung beider Titel mit dem besonderen Zusatz, dass diese in Ermangelung eigener Nachkommen auch an die männlichen Nachkommen seines Vaters vererbbar seien. Als er 1642 kinderlos starb, fielen die Titel an seinen älteren Bruder Richard Boyle, 2. Earl of Cork, und sind seither nachgeordnete Titel des jeweiligen Earl of Cork.
Parallel zum bestehenden Titel erster Verleihung wurde am 20. März 1756 der Titel Viscount Boyle, of Bandon in the County of Cork, für den Politiker Henry Boyle geschaffen. Dieser war ein Großneffe des 1. Viscounts erster Verleihung. Zusammen mit der Viscountcy wurde ihm der Titel Baron Castle Martyr verliehen, sowie zudem der Titel Earl of Shannon, dem beide bis heute nachgeordnet sind. 

## Liste der Viscounts Boyle

### Viscounts Boyle, of Kinalmeaky (1628)
- Lewis Boyle, 1. Viscount Boyle (1619–1642)
- Richard Boyle, 2. Earl of Cork, 2. Viscount Boyle (1612–1698)
- Charles Boyle, 3. Earl of Cork, 3. Viscount Boyle (vor 1674–1704)
- Richard Boyle, 4. Earl of Cork, 4. Viscount Boyle (1694–1753)
- John Boyle, 5. Earl of Cork, 5. Viscount Boyle (1707–1762)
- Hamilton Boyle, 6. Earl of Cork, 6. Viscount Boyle (1729–1764)
- Edmund Boyle, 7. Earl of Cork, 7. Viscount Boyle (1742–1798)
- Edmund Boyle, 8. Earl of Cork, 8. Viscount Boyle (1767–1856)
- Richard Boyle, 9. Earl of Cork, 9. Viscount Boyle (1829–1904)
- Charles Boyle, 10. Earl of Cork, 10. Viscount Boyle (1861–1925)
- Robert Boyle, 11. Earl of Cork, 11. Viscount Boyle (1864–1934)
- William Boyle, 12. Earl of Cork, 12. Viscount Boyle (1873–1967)
- Patrick Boyle, 13. Earl of Cork, 13. Viscount Boyle (1910–1995)
- John Boyle, 14. Earl of Cork, 14. Viscount Boyle (1916–2003)
- John Boyle, 15. Earl of Cork, 15. Viscount Boyle (* 1945)

Titelerbe (Heir apparent) ist der Sohn des aktuellen Titelinhabers, Rory Boyle, Viscount Dungarvan (* 1978).

### Viscounts Boyle, of Bandon (1756)
- Henry Boyle, 1. Earl of Shannon, 1. Viscount Boyle (1686–1764)
- Richard Boyle, 2. Earl of Shannon, 2. Viscount Boyle (1728–1807)
- Henry Boyle, 3. Earl of Shannon, 3. Viscount Boyle (1771–1842)
- Richard Boyle, 4. Earl of Shannon, 4. Viscount Boyle (1809–1868)
- Henry Boyle, 5. Earl of Shannon, 5. Viscount Boyle (1833–1890)
- Richard Boyle, 6. Earl of Shannon, 6. Viscount Boyle (1860–1906)
- Richard Boyle, 7. Earl of Shannon, 7. Viscount Boyle (1897–1917)
- Robert Boyle, 8. Earl of Shannon, 8. Viscount Boyle (1900–1963)
- Richard Boyle, 9. Earl of Shannon, 9. Viscount Boyle (1924–2013)
- Richard Boyle, 10. Earl of Shannon, 10. Viscount Boyle (* 1960)

Titelerbe (Heir Presumptive) ist der Cousin des aktuellen Titelinhabers, Robert Francis Boyle (* 1930).